# Michelangelo Towers
El Michelangelo Towers es un edificio en altura de estilo posmodernista ubicado en  la calle Maude de Sandton, Sudáfrica. La construcción comenzó en 2003 y terminó en 2005. Mide 140 metros y tiene 34 pisos, lo que lo convierte en el tercer edificio más alto de Sandton y en el décimo más alto de Sudáfrica.